# 香水

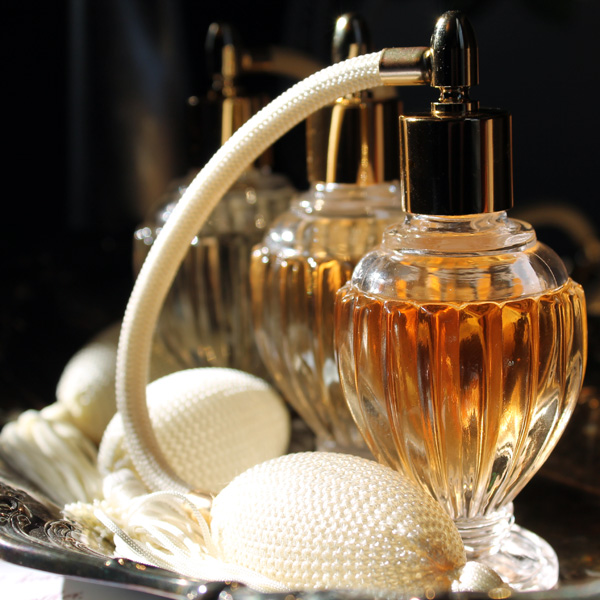
アトマイザー(香水噴霧器）付き香水瓶

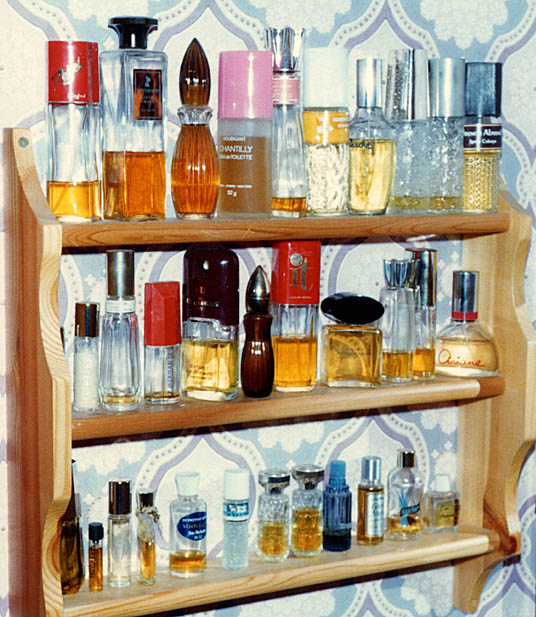
香水

香水（こうすい、仏語:parfum、英語: perfume、ドイツ語: Parfüm）は、油状や固体の香料をアルコール（酒精）で溶解した溶液で、体や衣服に付け、香りを楽しむための化粧品の一種である。

## 概要
もともと宗教的な用途や薬用として使われていたが、近代以降、楽しみやたしなみとしての香水が生まれた。香料をアルコールなどの溶剤に溶かして作られるものが多いが、他にもワックスに練り込まれた固形状の物などもある。現在では数多くのブランドが生まれている。
装飾品同様、定番のブランドがある一方で、新商品、季節限定商品が市場で注目されることも多い。女優などが自分の名前を冠した商品やブランドを立ち上げることもある。
香水は付けた人間の体臭と混ざり合って香りを演出するので、液体の香りそのものからは身に付けた際の香りを知ることはできない。肌の酸性度（pH - ペーハー）、水分量、皮脂量が各人異なるうえ、皮膚を構成するタンパク質の末端のアミノ酸の違いで飛ばされる香料と残される香料に個人差がある。また、香りは時間がたつにつれて変化する。香水をつけて10分くらいの香りをトップ・ノート、少し時間が経って20分から30分ぐらいの香りをミドル・ノート、かなり時間が経って消えてしまうまでの香りをラスト・ノートという。変化のしかたや早さは、濃度や商品によってさまざまである。
揮発性を利用することから、一般的には体温の高い脈打つ場所につける。特にひじの内側につけると皮膚温が高く、動作のある為、効率よく揮発する。同じ静脈でも手首は衣服や物に触れる事が多く、案外消えが早くなる。また香りの変化や持ち・目的に合わせてつける場所も変える。香水の成分には光毒性（光感作）のあるものも多く、特に鼻と両肩を結ぶトライアングルを形作る部分など、直射日光の当たる場所につけるとシミの原因になる可能性がある。香水の香りは体の位置の低い部分から高い部分へ立ちのぼるので、自分では香りが分からない程度につけることが好ましいとされる。また直接皮膚につけず、ハンカチやスカートのすそなど、衣服につける場合もある。しかし、この方法は使用後の衣服の取扱いによっては、香水による染みができることがある。また、コットンなどに染み込ませて下着の間、ポケットなどに忍ばせる使い方もある。この方法は、皮膚が香水に対して敏感な人に好まれる。

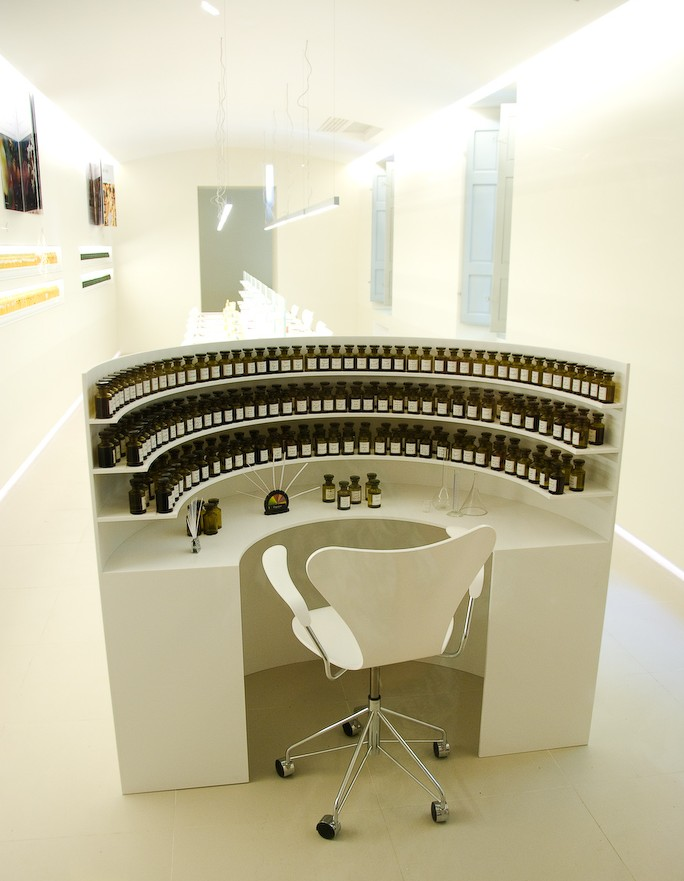
数百種類の香料瓶がぐるりと並べられた調合台（a perfume organ）、グラース

香水の調合を職業とする者を調香師（パフューマー、perfumer）と言う。フランスでは、極めて評価の高い調香師をさす「ネ」（仏：nez; 「鼻」の意）という称号がある。石鹸、シャンプー、洗剤等の日用品や、清涼飲料水等の食品に添加する香料を調合する人はパフューマーではなくフレーヴァリスト（flavorist）と言う。
日本でも香水は化粧品の一種として広まってはいるが、欧米ほど使用が一般的になってはいない。これは、食生活や入浴頻度などの文化的経緯から臭いや味覚に敏感で、無臭が好まれているためである。またそもそも欧米人と比較して、日本人の多くを占めるモンゴロイド(特に弥生人にあたる新モンゴロイド)には腋臭が少ない人が多いためとも考えられる。その結果、香水そのものの認知やにおいに対するマナーの違いなどにも影響を与え、香水の普及に歯止めをかけていると言える。日本の化粧品会社の製品もあるが、人気商品の多くは代理店などによって海外から輸入されたものである。
近年では香水のサブスクリプションも盛んであり、COLORIAやSCENTPICKのようなサービスが有名である。なお、SCENTPICKが日本初の香水サブスクであると言われている。
香水は、人の身体に散布するものの場合、薬機法の化粧品に該当し、販売や広告表現について規制を受ける。

## 歴史

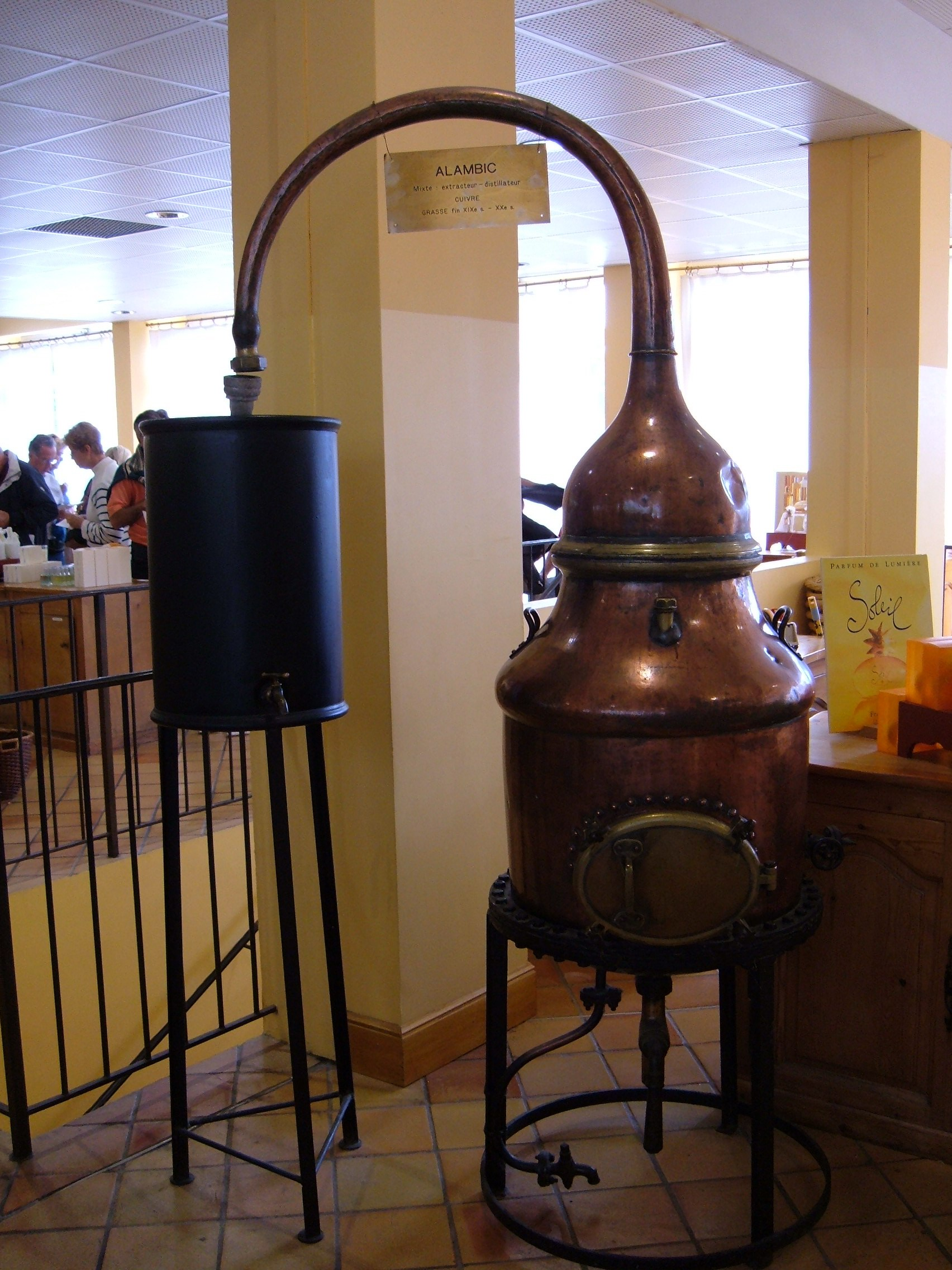
Fragonardに展示された古い蒸留器

紀元前1850年頃に香水を製造していたという最古の工場跡地はギリシアで発掘された。
アルコールに溶かす香水が作られるようになったのは、高度な科学が栄えたイスラーム社会（イスラーム黄金時代）の蒸留法が、十字軍の侵略によりヨーロッパに伝えられてからである。（当時西洋文化の中心はアラビアとその周辺地域であり、ヨーロッパの科学・医学はアラビアの知識をベースに発展した。）それまで香りは、油脂に香りを吸着させた香油・香膏やポマードの形で使用されていた。蒸留技術はヨーロッパでさらに進化し、薬効あるハーブを酒精と一緒に蒸留したラベンダー水やローズマリー水（ハンガリーウォーター）などの薬用酒が内服薬・外用薬として利用された。これらがアルコールベースの香水の最初であるといわれ、最初は薬として、のちに香水として使われた。ルネサンス期のイタリアで蒸留技術・香水文化は隆盛し、ヨーロッパ各地に広まっていった。
16世紀から19世紀までのヨーロッパ（特にフランス）では、風呂に入ると梅毒などの病気になりやすいと信じられたため、国王ですら一生に3回しか入浴しなかったという記録があるほど入浴という行為が一般的ではなかった。そのため、香水は体臭消しとして発達していった。また、なめし革の臭いを取るためにも使われた。

## 分類

### 香料による分類
ひとつの香水には平均して50〜200種類もの香料が含まれている。更に、それらの香料はまた何百という香りを構成する成分からなっている。莫大な種類の成分が複雑に組み合わされることで香りが出来上がるため、その成り立ちの面から見ると、似た香りはないといえる。
基本的に天然の香料はその希少性から高価なため、化学的な調香もよく行われる。
- 天然香料
  - 植物性香料：花、葉、果実、樹皮、根などを原料にする。水蒸気蒸留法で抽出された精油などが利用される。
  - 動物性香料：動物の生殖腺分泌物等から。ムスク（麝香、ジャコウジカ）、シベット（霊猫香、ジャコウネコ）、アンバーグリス（龍涎香、マッコウクジラの腸内結石）、カストリウム（海狸香、ビーバー）、ジャコウネズミの5種が知られており、シベットのみエチオピア産の天然香料が使われることがある。それ以外は、現在ではほぼ合成へ移行している。
- 合成香料
  - 合成香料：自然界の香りの成分を分析し、同じ構造の化合物を原料から化学的に合成する。あるいは天然には無いものを合成する（例: 白檀の天然香料はサンタロールという物質だが、非常に稀少で合成も難しい。そのため、イソカンフィルシクロヘキサノール、フランスのジヴォダン（Givaudan）社が開発したサンダロア、スイスのフィルメニッヒ（Firmenich）社が開発したポリサントールなどの物質が用いられている）。
  - 単離香料：天然の香料から成分を部分的に分離させる（例:ハッカからメントールを造るのがこの方法）。

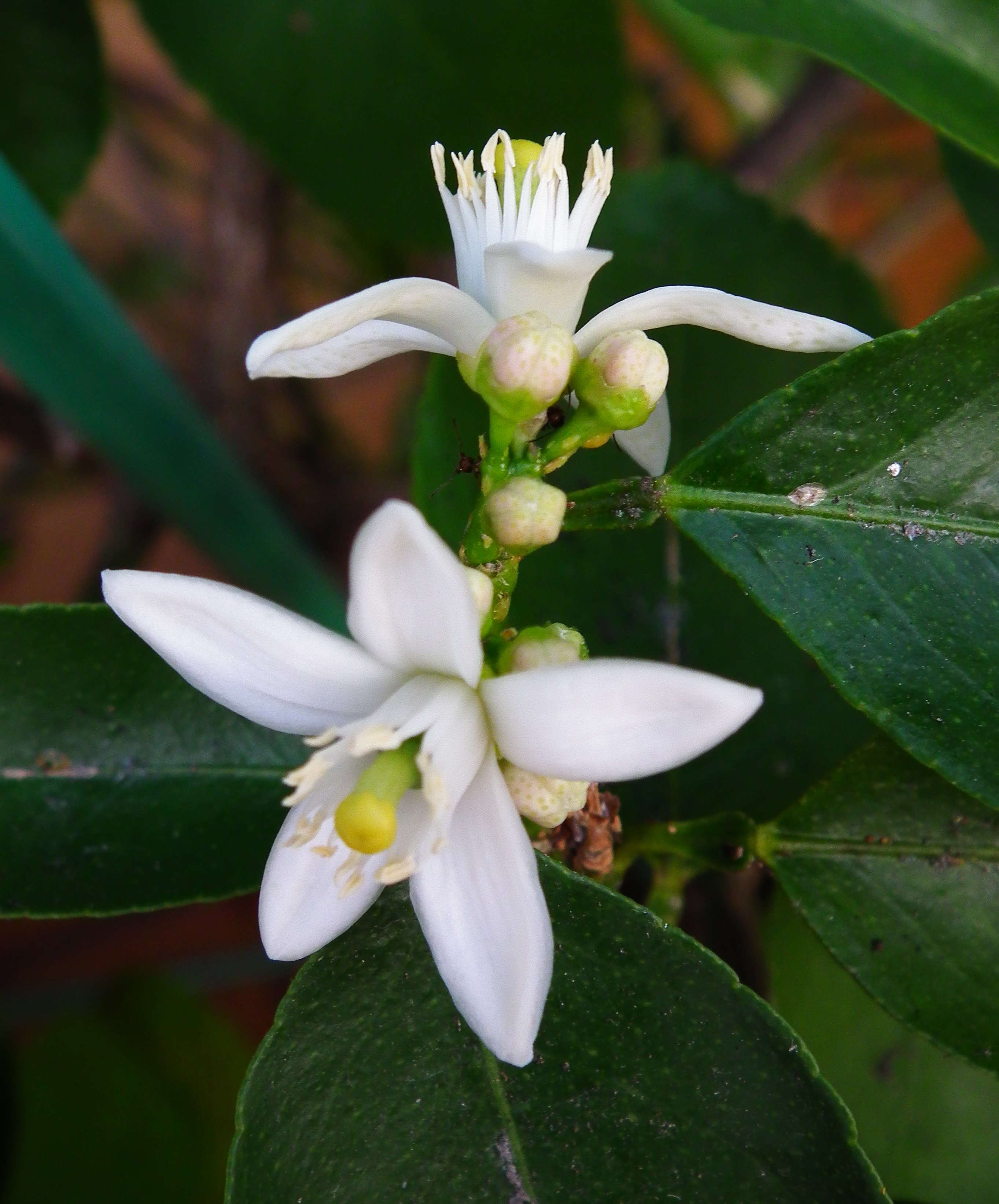
シトラスの花
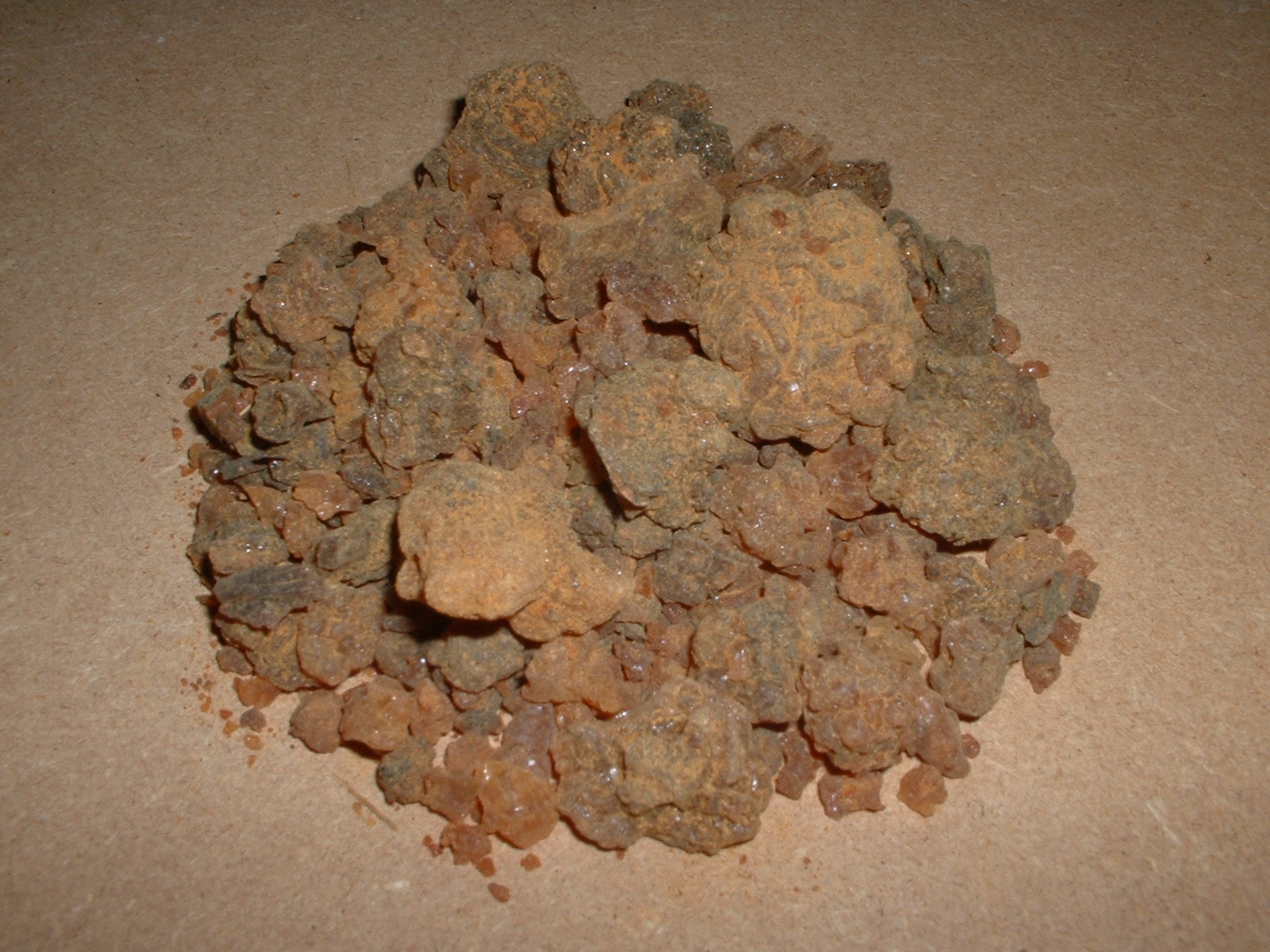
没薬
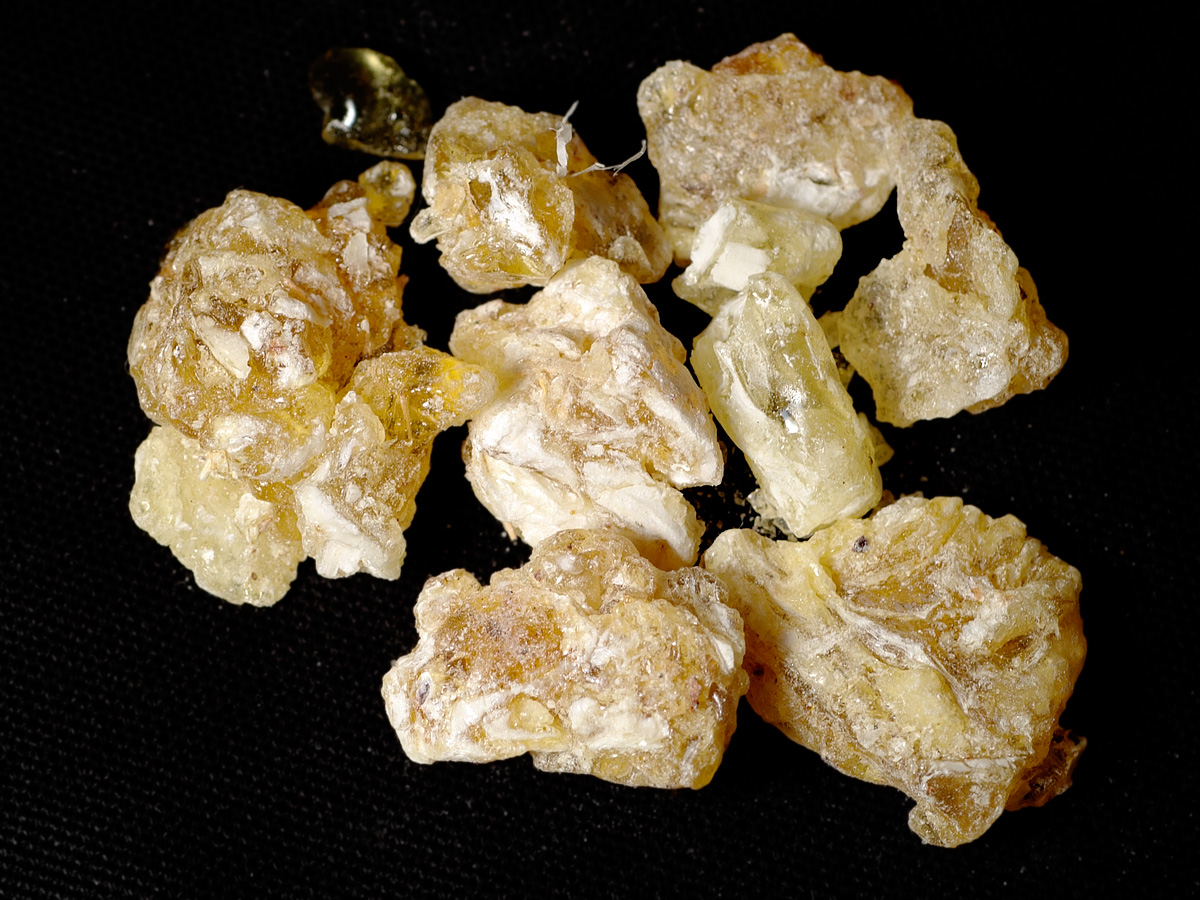
乳香
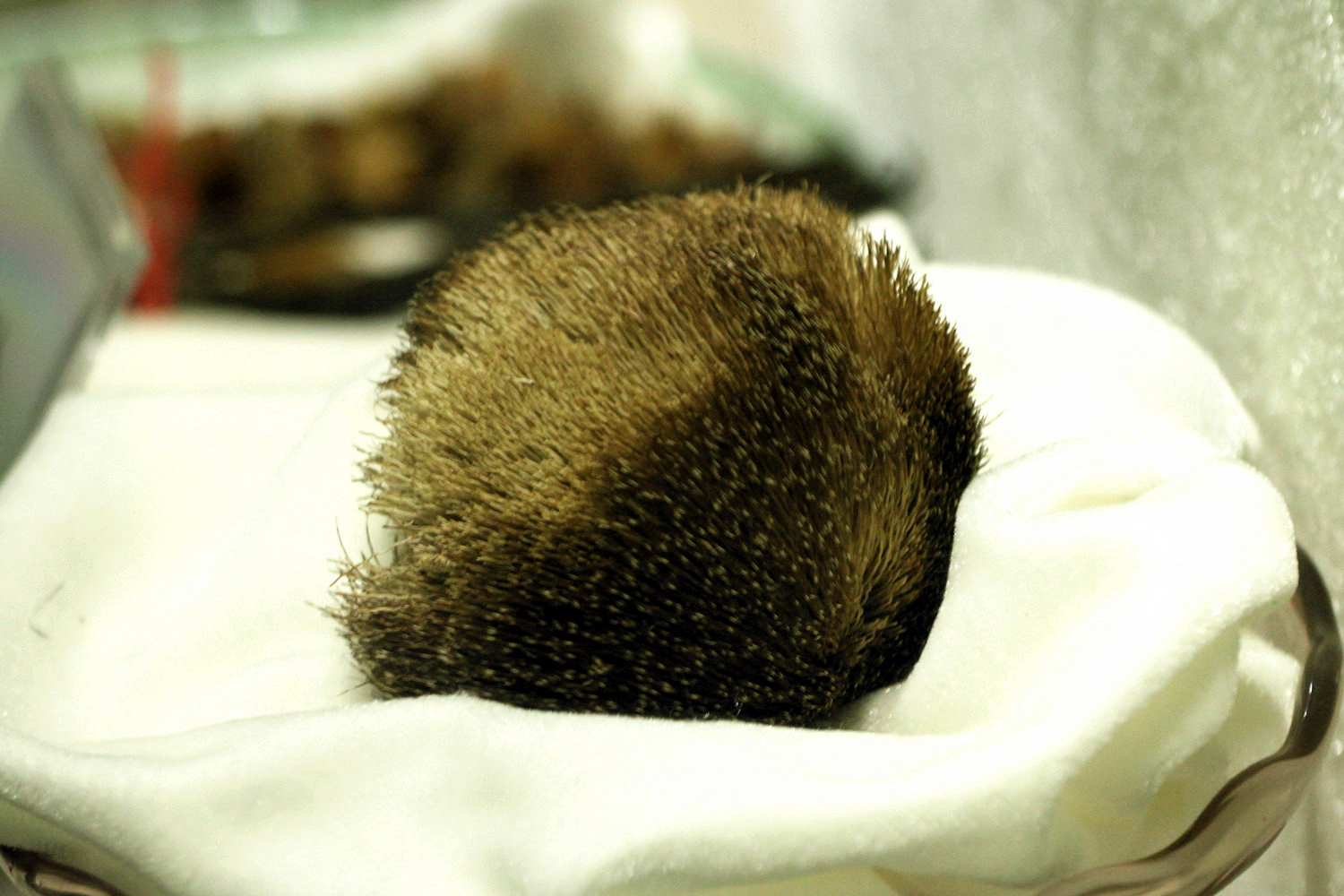
ムスク
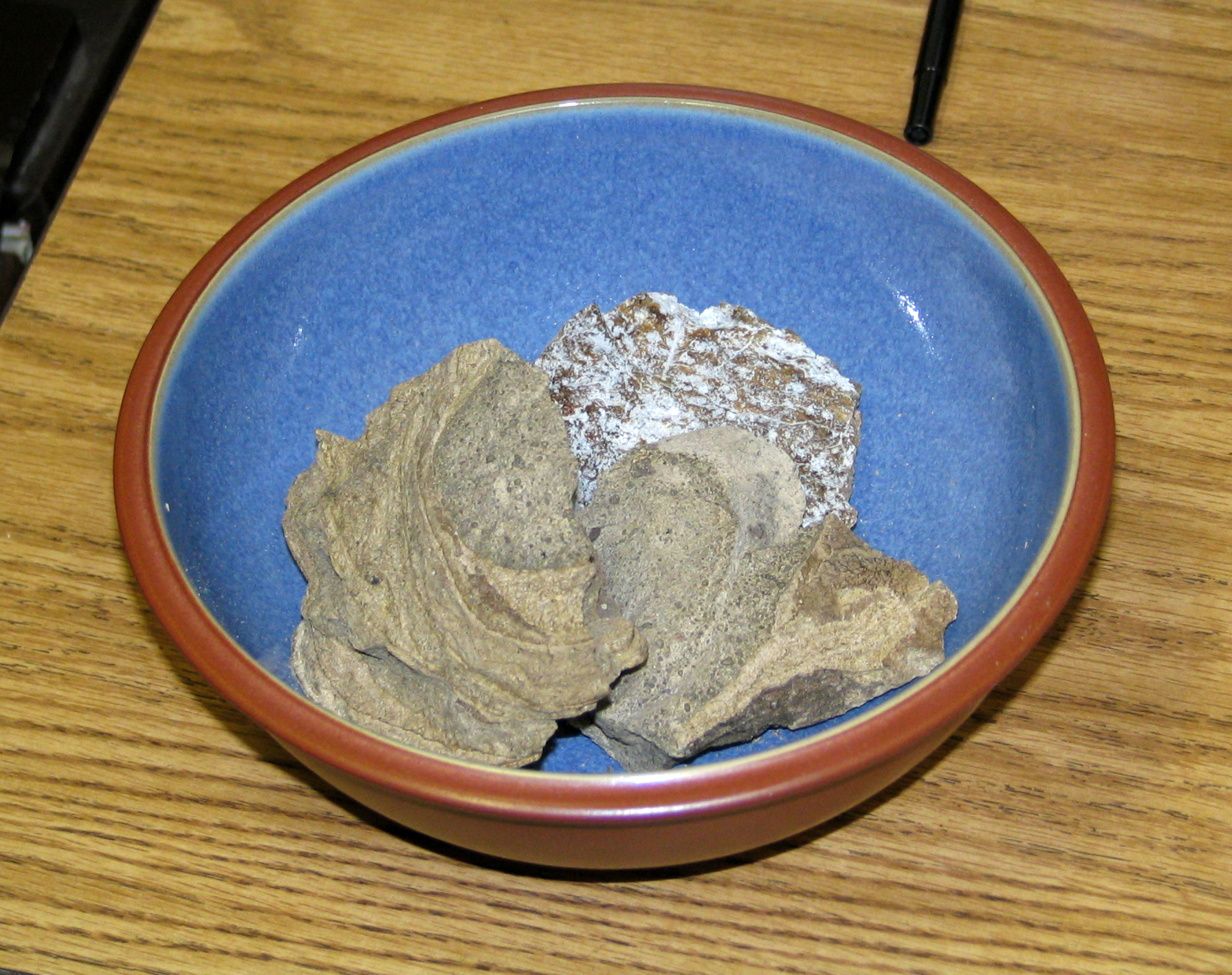
龍涎香

### 香調による分類
香水はその香りのタイプ（香調）によっていくつかに分類される。複数の香調を組み合わせて作られた香水も多い。

#### 伝統的分類
1900年頃登場した伝統的分類方法。
- シングルフローラル（単一花香調）：バラ、ジャスミン、スズランなどの1種類の花の香りを表現したもの。
- フローラルブーケ（複合花香調）：花束のような複合的な花の香り。
- アンバーまたはオリエンタル：扇情的な花の香りや樹脂、スパイス、アニマルノートといったエキゾチックな東洋をイメージさせる香り。バニラ、没薬（ミルラ）、乳香（オリバナム、フランキンセンス）等の天然樹脂、ムスク、霊猫香などの動物性香料など。
- ウッディ：白檀、パチュリなど樹木（香木）を基調とした香り。市販品にこのタイプに分類されるものは少ないが、男性向けにみられる。
- タバックレザー：タバック（葉巻のような香り)や皮革の匂いがアクセントとして現れている香り。このタイプに分類されるものは非常に少ない。
- シプレー（英語版）：オークモスを基調にベルガモットなどをアクセントにした香り。コティ（Coty）社の香水「シプレー」（キプロス島）に由来する。
- フゼア：オークモスを基調にラベンダーを生かして作られた香りで、ラベンダータイプとも呼ばれる。シダ（フゼア）のようにみずみずしい香調を持つウビガン（Houbigant）社の香水「フゼア・ロワイヤル」に由来。多くは男性用だが、ライト感があり女性の愛好者も多い。

#### 現代
1945年以降の合成香料の発達で生まれた分類。
- ブライトフローラル：シングルフローラルとフローラルブーケを合わせた分類。
- グリーン：草木や風のように清々しい香り。
- オゾン：マリンノート・アクアノートとも言われる。1990年代に登場したキャローンと呼ばれる合成香料により実現した、自然界にはない香調で、香水の歴史の中で一番新しい分類。海やスイカ、干している洗濯物などをイメージさせる透明感のある瑞々しい香り。1988年のダビドフ社の「クールウォーター」が最初。主に男性向けだが、最近はユニセックスの香水にも多く使われる。
- シトラス：レモンやライムなどの柑橘系の香り。香りの分類としては古いが、柑橘に由来する天然香料は持続時間が短いため、合成香料の登場まで主にオーデコロンに使われた。
- フルーティー：果物の香り。
- グルマン：食べ物やデザートの香り。
- アルデハイド：別名「モダンブレンズ」。合成香料「アルデハイド」の効果が特徴として表れている香りを便宜的に分けたもので、その表情は多様。

#### フレグランス・ホイール
1983年にマイケル・エドワーズによって考案された香りの分類方法である。フローラル、オリエンタル、ウッディ、フレッシュの4つに分類され、さらにそれぞれが3つに分類される。（例えばフローラル系なら、フローラル、ソフト・フローラル、フローラル・オリエンタル、という風に分けられる。）

### 濃度による分類
- パルファン（仏: parfum[† 1]）、または、エクストレ（仏: extrait[† 2]）
  - 狭義の「香水」。parfumは英語のパフューム（英: perfume[† 3][† 4]）と同語源だが、英語ではperfume extractまたはextraitという。
  - 濃度15 - 30%、アルコール70 - 85%、蒸留水0 - 5%、持続時間およそ5 - 7時間
- オードパルファン（仏: eau de parfum[† 5]; EdP）
  - ブランドによりパルファンドトワレとも言う
  - 濃度10 - 15%、アルコール80%、蒸留水5 - 10%、持続時間およそ4 - 5時間
- オードトワレ（仏: eau de toilette[† 6]; EdT）
  - 濃度5 - 10%、アルコール80%、蒸留水14 - 15%、持続時間およそ3 - 4時間
- オーデコロン (仏: eau de Cologne[† 7]; EdC)
  - 濃度2 - 5%、アルコール90%以上、蒸留水5% - 10%、持続時間およそ1 - 2時間
- オーデサントゥール（仏：eau de senteur; EdS）
  - 濃度1 - 3%、アルコールフリーのものが多い、持続時間およそ1時間
- 練り香水
  - 濃度による分類とは言いがたいが、パルファンやコロンと同様に香料の種類を示す。液体ではなく、蜜蝋などに香を混ぜた固形物であるのが大きな特徴。

商品により「オードトワレ・レジェール」「オードレジェール」と呼ばれる分類のものもあるが、濃度上では上記のオーデコロンに相当する。
（レジェールはフランス語で「軽い」「優しい」「穏やかな」等の意）

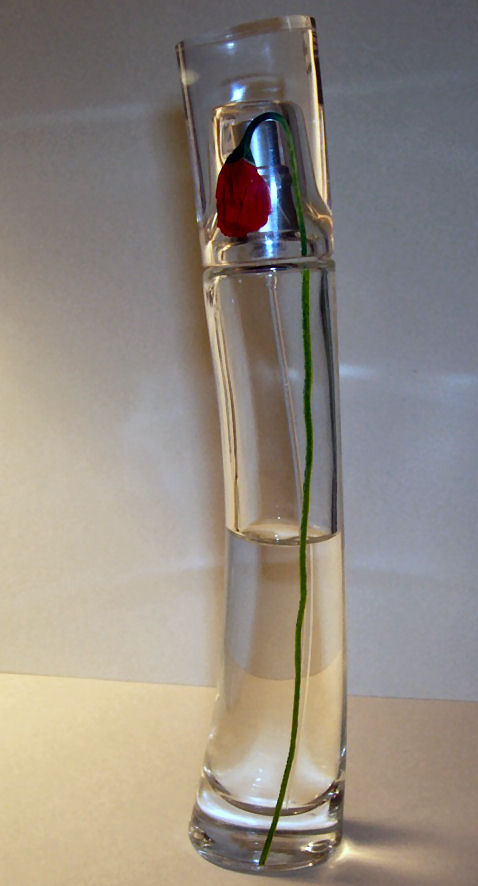
ケンゾー
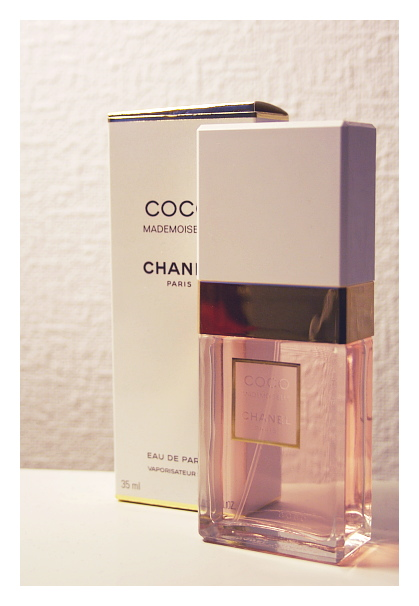
シャネルのココ マドモアゼル
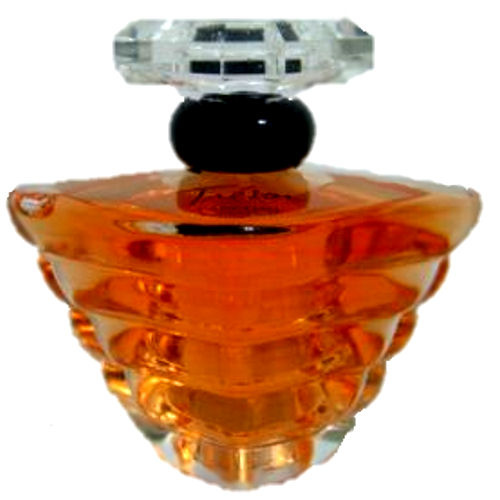
ランコムのトレゾア

### 使用者の性別による分類
大きく男性用と女性用に別れるが、共用（ユニセックス）の商品も多い。異性向けの香水を身につけることも、現代では決してタブーとはみなされない。ただ、この感覚は国によって異なる傾向がある。例えば、現代の日本では比較的タブー意識が薄いが、アメリカ合衆国では特に男性が女性用香水をつけるとゲイと受け取られるケースがある。その一方で、イギリスでは老舗のヤードリーやクリード、フローリス、ペンハリガンなどが男性が付けるためのフローラルノートを発表している。
日本ではユニセックスのものが比較的良く売れる傾向があるが、フランスでは男性用か女性用にきっちり分けられ、共用を謳ったものはほとんど発表されていない。
また、フランスやイタリアではトップノート 〜 ミドルノート 〜 ラストノートと変化が明確なものが好まれるが、アメリカ合衆国では逆にほとんど変化のしないものが好まれる傾向にある。

## 香水入れなど
香水は通常 瓶に入っているが、携帯するためや香水を出しやすくするために別の容器を使用することがある。主にアトマイザーが多い。
- ボトルタイプ
  - 小瓶の香水入れ。
- ロールタイプ
  - 香水を直接塗る。量を調節しやすいが香水の匂いが変わりやすい。
- スプレータイプ
  - 口の部分がスプレーになっている。8分目くらいが目安。

## 香水が登場する作品
- 『嫉妬の香り』
- 『パフューム ある人殺しの物語』
- 『オイディプスの刃』
- 『風とともに去りぬ』には、主人公スカーレット・オハラが自分の酒臭さを消すために香水でうがいをするという、彼女の破天荒だが目的に対する強い意思力を表現するために印象的に香水を使った場面がある。
- 『ワーキング・ガール』には、主人公のキャリアウーマンが元恋人をベッドに誘うためにシャリマー/Shalimar（ゲラン）をつけるシーンがある。
- 『インディ・ジョーンズ 魔宮の伝説』の中では、クラブ歌手の女性がインドゾウの悪臭に耐えかねて、香水をふりかけるシーンがある。
- 『シャネル&ストラヴィンスキー』
- 『セント・オブ・ウーマン/夢の香り』
- 『パリの調香師 しあわせの香りを探して』
- 『シティーハンター THE MOVIE 史上最香のミッション』

## 逸話
マリリン・モンローがあるインタビューで「寝るときは何を身に付けているのですか？」という下世話な質問に「シャネルNo.5を」と返して質問者を煙に巻いたというのは有名なエピソード。英語では衣服を「着る」、帽子を「被る」、靴を「履く」、香水を「付ける」、など「身に付ける」ことを表す動詞はすべて「wear」となる。